# 미스터 브레인
미스터 브레인(영어: MR.BRAIN, 일본어: ミスター・ブレイン)은 2009년 5월 23일부터 7월 11일까지 방송된 TBS 토요일 밤 8시 드라마이다. 키무라 타쿠야 주연이며 전 8화이다.
첫회는 보통보다 100분 스페셜로서 44분 증가해 오후 9시 38분까지, 최종회는 75분 스페셜로서 14분 증가해 오후 9시 8분까지 방송되었다.

## 개요
주인공인 츠쿠모 료스케는 불의의 사고가 원인으로 우뇌가 발달했다. 경찰청 과학경찰연구소(IPS)의 뇌과학자가 되어 어려운 사건을 해결한다.
키무라 타쿠야로서는 《화려한 일족》 이후의 약 2년만의 TBS 드라마 주연작이고, 후지 TV의 《체인지》 이후의 1년만의 드라마 주연작이다. 아야세 하루카로서는 후지 TV의 《사슴 남자》 이후의 1년만의 드라마 출연이었다.
작품의 특징상, 뇌과학에 관한 정보가 나오기도 했으며, 또 츠쿠모가 뇌에 관한 설명을 할 때는 등장 인물이 데포르메된 애니메이션이 삽입되는 것도 특징이다.

## 등장 인물
과경연
- 츠쿠모 료스케 - 키무라 타쿠야 (SMAP)
- 유리 카즈네 - 아야세 하루카
- 후나키 준페이 - 히라이즈미 세이
- 칸다 준이치 - 시타라 오사무

경시청
- 하야시다 토라노스케 - 미즈시마 히로
- 탄바라 토모미 - 카가와 테루유키

그외
- 와쿠이 마사카즈 역 (카메오) - 카메나시 카즈야

## 부제
| EPISODE 1                                        | 2009년 5월 23일 | 사상공전의 뇌과학 미스터리 시동!! 과짜 뇌과학자VS연속 테러범!! 뇌를 사용하는 순간이동!? | 후쿠자와 카츠오                   | 24.8% |
| EPISODE 2                                        | 2009년 5월 30일 | 과짜 뇌과학자VS아름다운 유령!! 뇌 트레이닝으로 사람은 되살아난다!?                      | 후쿠자와 카츠오                   | 22.0% |
| EPISODE 3                                        | 2009년 6월 06일 | 투명인간이 벌인 연속 살인!! 뇌트레이닝이 파해치는 투명한 수수께끼                       | 히라카와 유우이치로우             | 16.3% |
| EPISODE 4                                        | 2009년 6월 13일 | 괴짜 뇌과학자VS천재 피아니스트!! 트럼프에서 되살아난 백골사체!?                         | 야마무로 다이스케                 | 21.0% |
| EPISODE 5                                        | 2009년 6월 20일 | 괴짜 뇌과학자VS아름다운 다중인격자!! 결말은 아하 체험!?                                 | 야마무로 다이스케 후쿠자와 카츠오 | 18.5% |
| EPISODE 6                                        | 2009년 6월 27일 | 괴짜 뇌 과학자VS비극의 다중인격 트릭!! 뇌 트레이닝은 거짓말 탐지기!?                    | 후쿠자와 카츠오                   | 18.9% |
| EPISODE 7                                        | 2009년 7월 04일 | 최종장~괴짜 뇌과학자VS최강좌뇌남!! 뇌 안에 시한폭탄                                     | 야마무로 다이스케                 | 18.3% |
| LAST EPISODE                                     | 2009년 7월 11일 | 종막~안녕, 사랑의 연인 뇌과학자!! 최후의 뇌트레이닝은 미소활용법                        | 후쿠자와 카츠오                   | 20.7% |
| 평균시청률 20.5%（간토 지방 비디오 리서치 조사） |                 |                                                                                         |                                   |       |

## 같이 보기
- TBS 토요일 밤 8시 드라마